# Статическая типизация
Стати́ческая типиза́ция — приём, широко используемый в языках программирования, при котором переменная, параметр подпрограммы, возвращаемое значение функции связывается с типом в момент объявления и тип не может быть изменён позже (переменная или параметр будут принимать, а функция — возвращать значения только этого типа). Примеры статически типизированных языков — Ада, Си, C++, C#, D, Java, ML, Паскаль, Solidity, Go, Фортран.
Противоположный приём — динамическая типизация.
Некоторые статически типизированные языки позже получили возможность также использовать динамическую типизацию при помощи специальных подсистем. Например, Variant в Delphi, пакеты в AliceML, Data.Dynamic в Haskell.
Статическая типизация даёт самый простой машинный код, поэтому она удобна для языков, дающих исполняемые файлы операционных систем или JIT-компилируемые промежуточные коды. Многие ошибки исключаются уже на стадии компиляции, поэтому статическая типизация хороша для написания сложного, но быстрого кода. В интегрированной среде разработки осуществимо более релевантное автодополнение, особенно если типизация — сильная статическая: множество вариантов можно отбросить как не подходящие по типу. Чем больше и сложнее проект, тем большее преимущество даёт статическая типизация, и наоборот.
В то же время, статически типизированные языки с недостаточно проработанной математической базой оказываются довольно многословными: каждый раз надо указывать, какой тип будет иметь переменная. В некоторых языках есть автоматическое выведение типа, однако оно может привести к трудноуловимым ошибкам. Это не верно для языков семейства ML, основанных на так называемой «главной типизации» (англ. principal typing scheme), которая одновременно автоматически выводит наиболее общий тип всякого выражения и строго проверяет согласование типов зависимостей. Это придаёт языку выразительность динамически типизируемых, при этом обеспечивает лучшее быстродействие и типобезопасность.